# Carlos Ward
Carlos Nathaniel Ward (Ancón, 1 mei 1940) is een uit Panama afkomstige Amerikaanse jazzmuzikant (saxofoon, klarinet, fluit) en -componist.

## Biografie
Ward groeide op in Seattle, begon op 13-jarige leeftijd met klarinet en raakte al snel betrokken bij de schoolband. Hij volgde lessen klarinet en saxofoon bij John Jessen. Nadat hij voor het leger was opgeroepen, ging hij naar de Navy School of Music en speelde hij vervolgens in militaire bands in Duitsland. Gedurende deze tijd ontmoette hij Albert Mangelsdorff en Karl Berger tijdens jamsessies. In Frankfurt am Main kreeg hij de kans om Eric Dolphy te horen tijdens een van zijn laatste concerten. Na zijn militaire diensttijd ontmoette hij John Coltrane in 1965 in Seattle en kon hij elke avond deelnemen aan het gastoptreden. In datzelfde jaar verhuisde hij naar New York om lid te worden van de Coltrane-band. Daar speelde hij ook met Sunny Murray, Don Cherry, Berger, David Izenzon, Rashied Ali en Paul Motian. Hij trad toe tot het Jazz Composer's Orchestra, waar hij Carla Bley ontmoette, in wiens band hij ook speelde.
In 1972 trad Ward toe tot de funkband B.T. Express, waarmee hij enkele hits opnam. In 1973 begon hij te werken met Abdullah Ibrahim, in wiens band hij tot 1986 een belangrijke solist bleef. Hij werd later lid van verschillende bands van Don Cherry, waaronder NU (samen met Mark Helias, Ed Blackwell en Naná Vasconcelos). In 1986 verving hij Jimmy Lyons in de band van Cecil Taylor, voordat hij in 1987 zijn eigen kwartet oprichtte met Charles Sullivan, Alex Blake en Ronnie Burrage, maar hij nam ook op met Woody Shaw tijdens het North Sea Jazz Festival. Tijdens de jaren 1990 speelde hij met de Afrikaans-Braziliaanse band van zowel Cherry als Don Pullen. Als saxofonist wordt Ward gekenmerkt door een ruwe, bluesachtige toon en een groot aanpassingsvermogen aan verschillende contexten.